# Hottest Time of the Day
Hottest Time of the Day è il singolo di debutto del gruppo musicale sudcoreano 2PM, pubblicato il 29 agosto 2008, spinto dal brano 10 Jeom Manjeome 10 Jeom.

## Tracce
1. 10 Out of 10 (10점 만점에 10점 Ship Jeom Manjeome Ship Jeom) - 3:27
2. Only You - 3:48
3. Angel - 3:22
4. 10 Out of 10 (10점 만점에 10점 Ship Jeom Manjeome Ship Jeom (Old School Version)) - 3:27
5. 10 Out of 10 (10점 만점에 10점 Ship Jeom Manjeome Ship Jeom (Instrumental)) - 3:27
6. Only You (Instrumental) - 3:48